# (32083) 2000 KO
2000 KO (asteroide 32083) é um asteroide da cintura principal. Possui uma excentricidade de 0.25397730 e uma inclinação de 4.72606º.
Este asteroide foi descoberto no dia 24 de maio de 2000 por Crni Vrh em Crni Vrh.